# Палац Сосновського

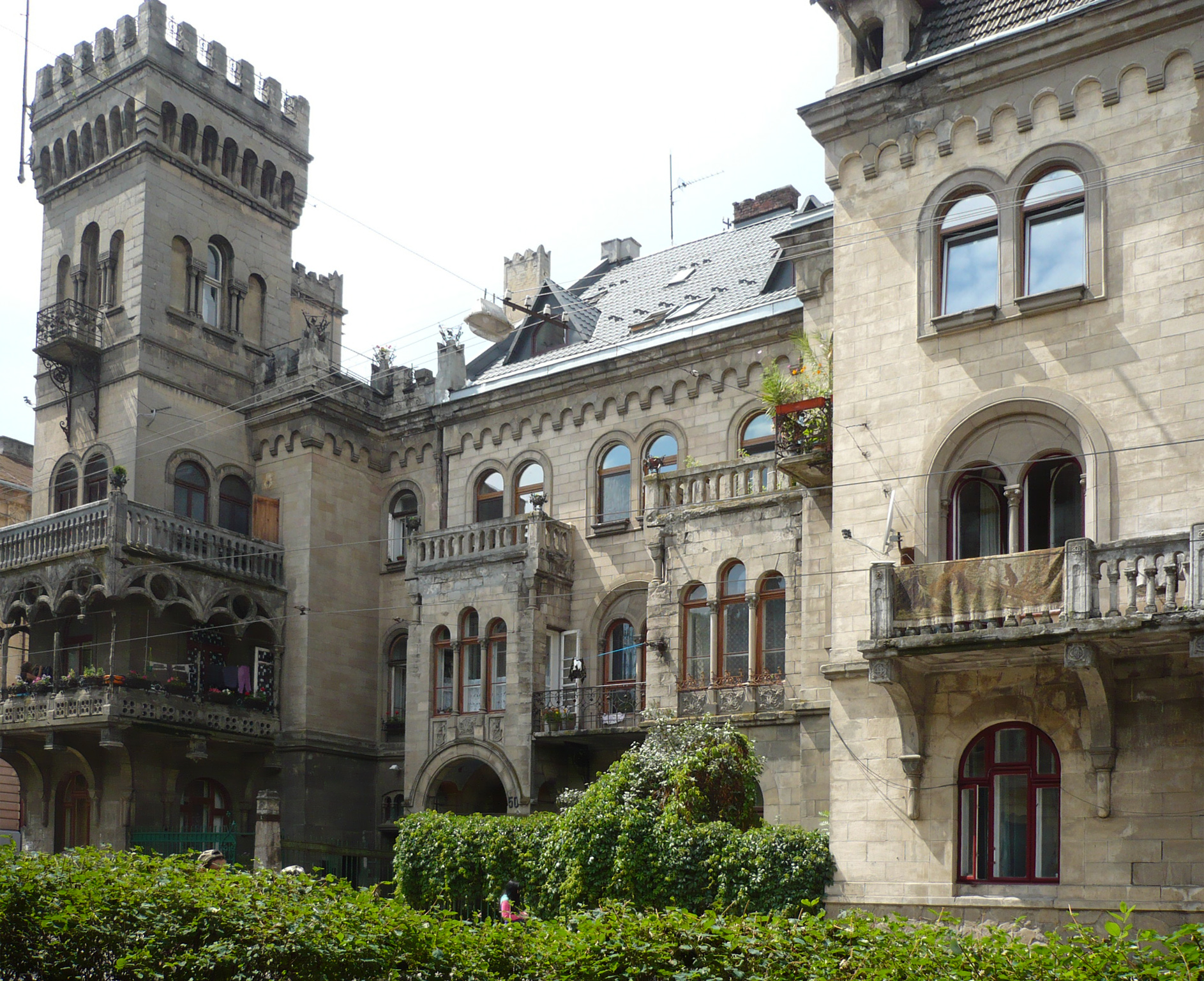
Будинок на Чупринки 50/52 у Львові

Палац Сосновського — будівля з елементами неоготичного та неороманського стилів у Львові за адресою вулиця Чупринки 50/52 за проєктом архітектора Юзефа Сосновського. 

## Історія
Будівництво завершено 1901 року. Будинок нагадує середньовічний замок. Він складається з двох окремих кам'яниць з окремими входами і сходовими клітками. Інша назва споруди Будинок Бесядецького (пол. Dom Biesiadeckiego we Lwowie) пов'язана з Франциском Бесядецьким, якому належала кам'яниця номер 50 (з 1919 року). Власником кам'яниці номер 52 (наріжної з вежою) був Антоній Країнський, а після нього Вінсентій Валігора, директор спілки «Карпати», що займалася дистрибуцією нафтопродуктів.

## Галерея

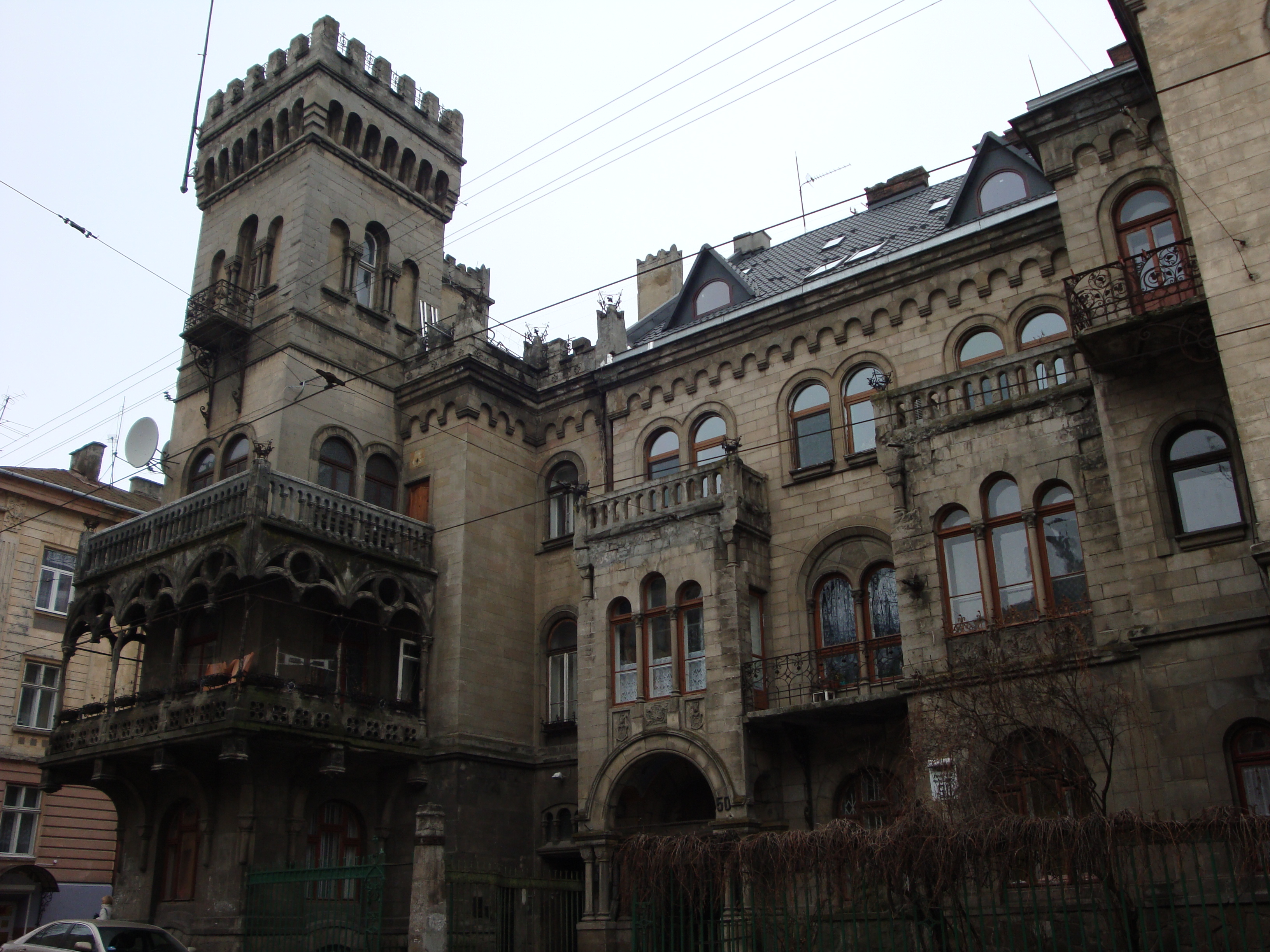
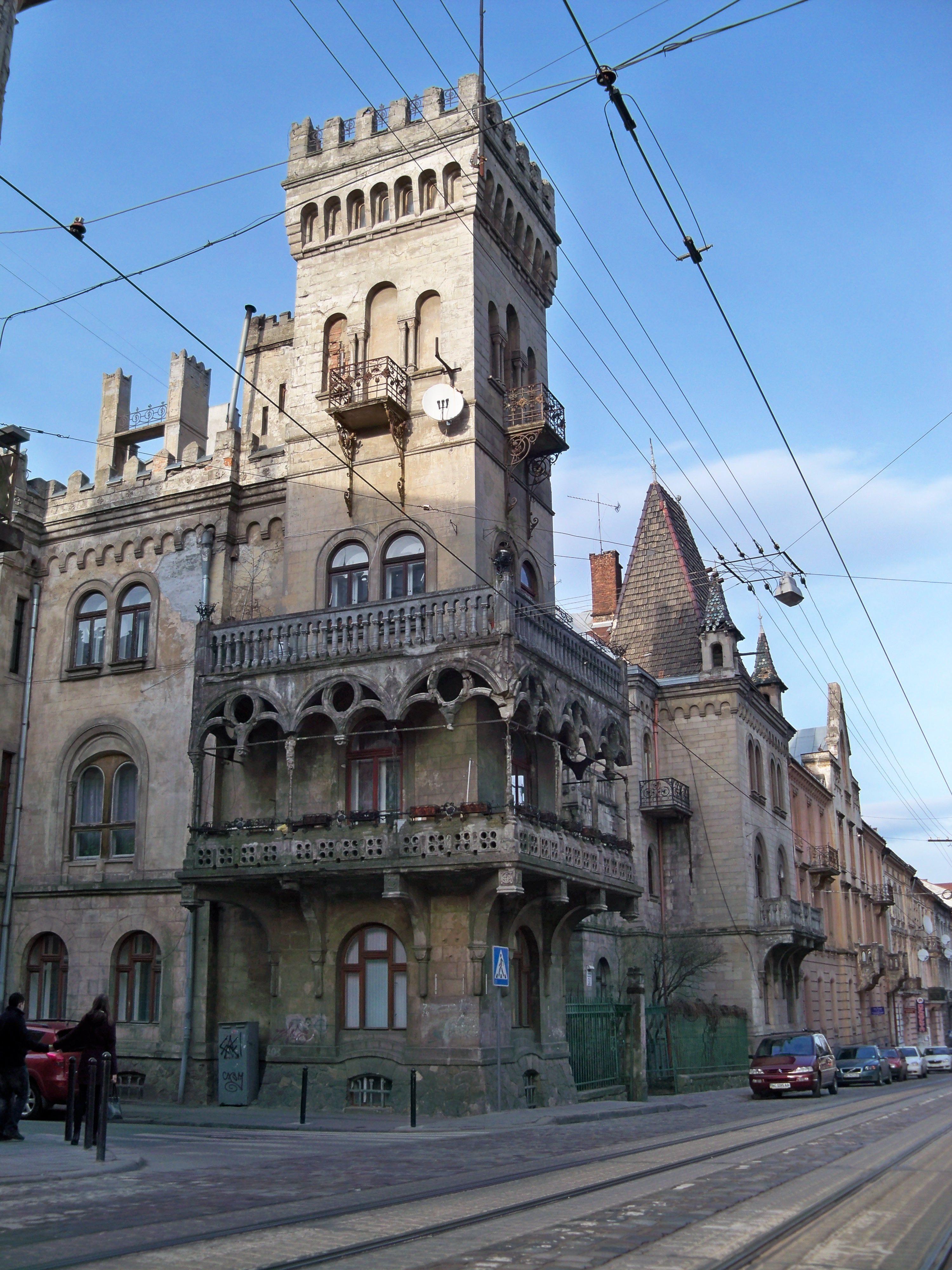
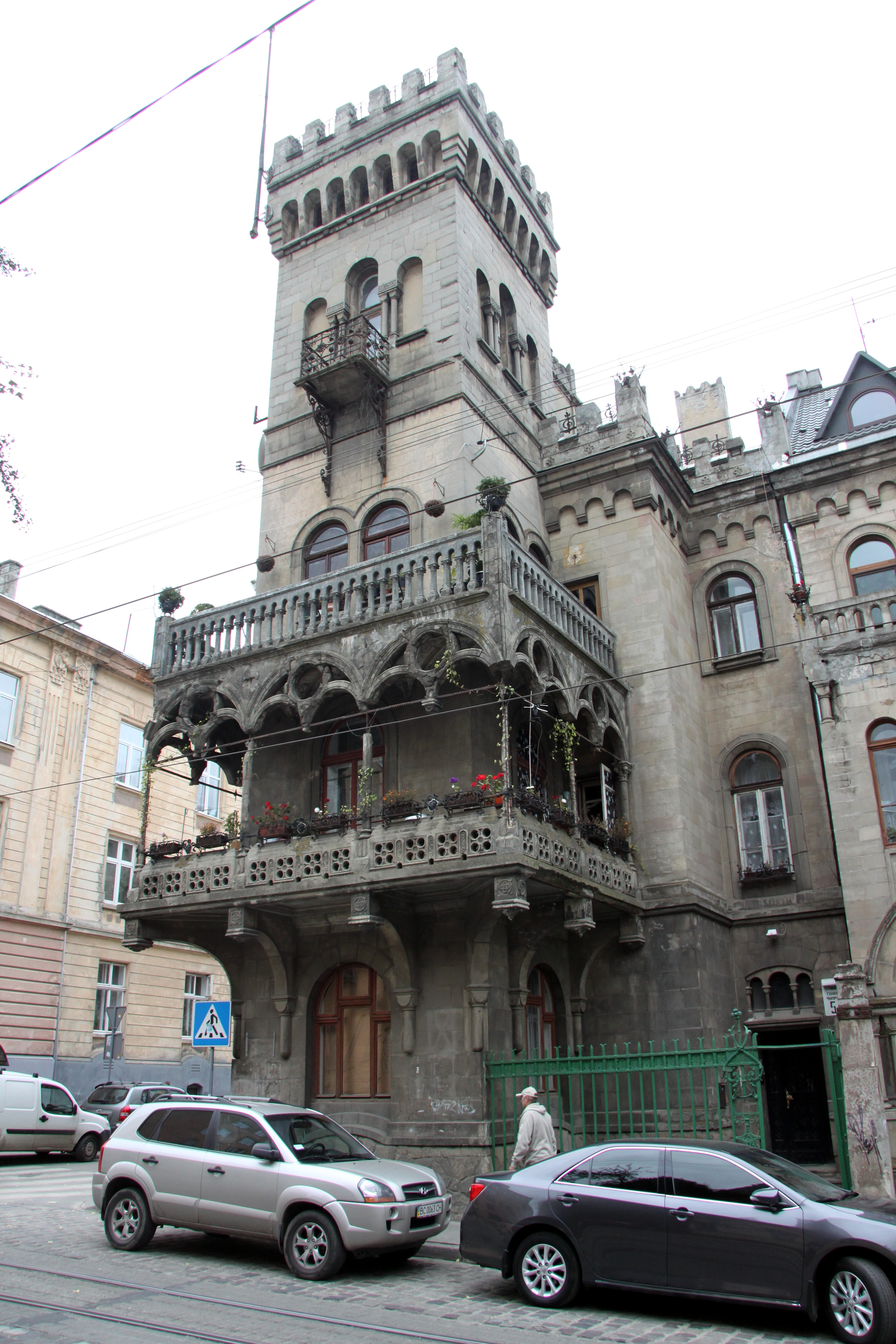
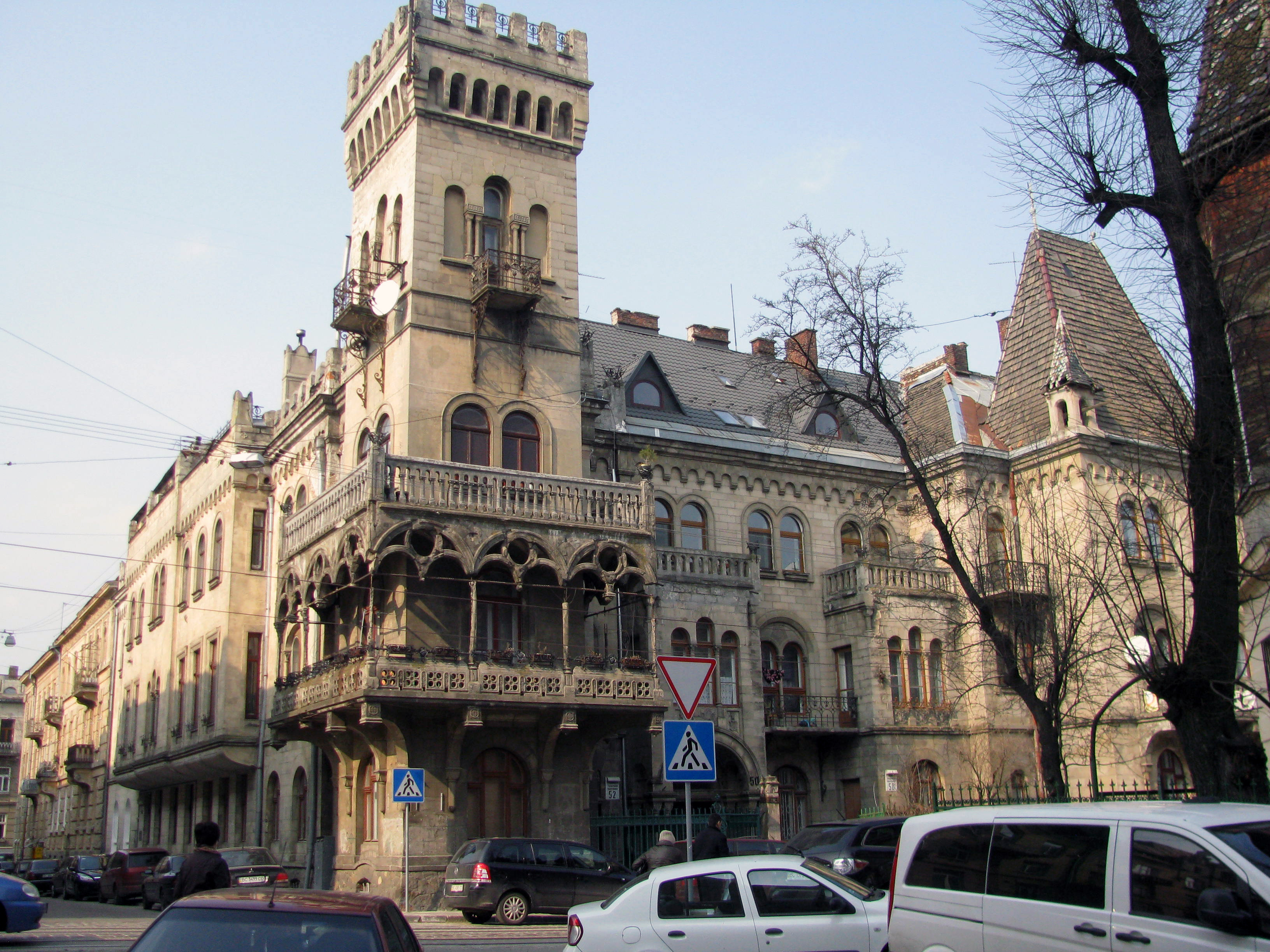
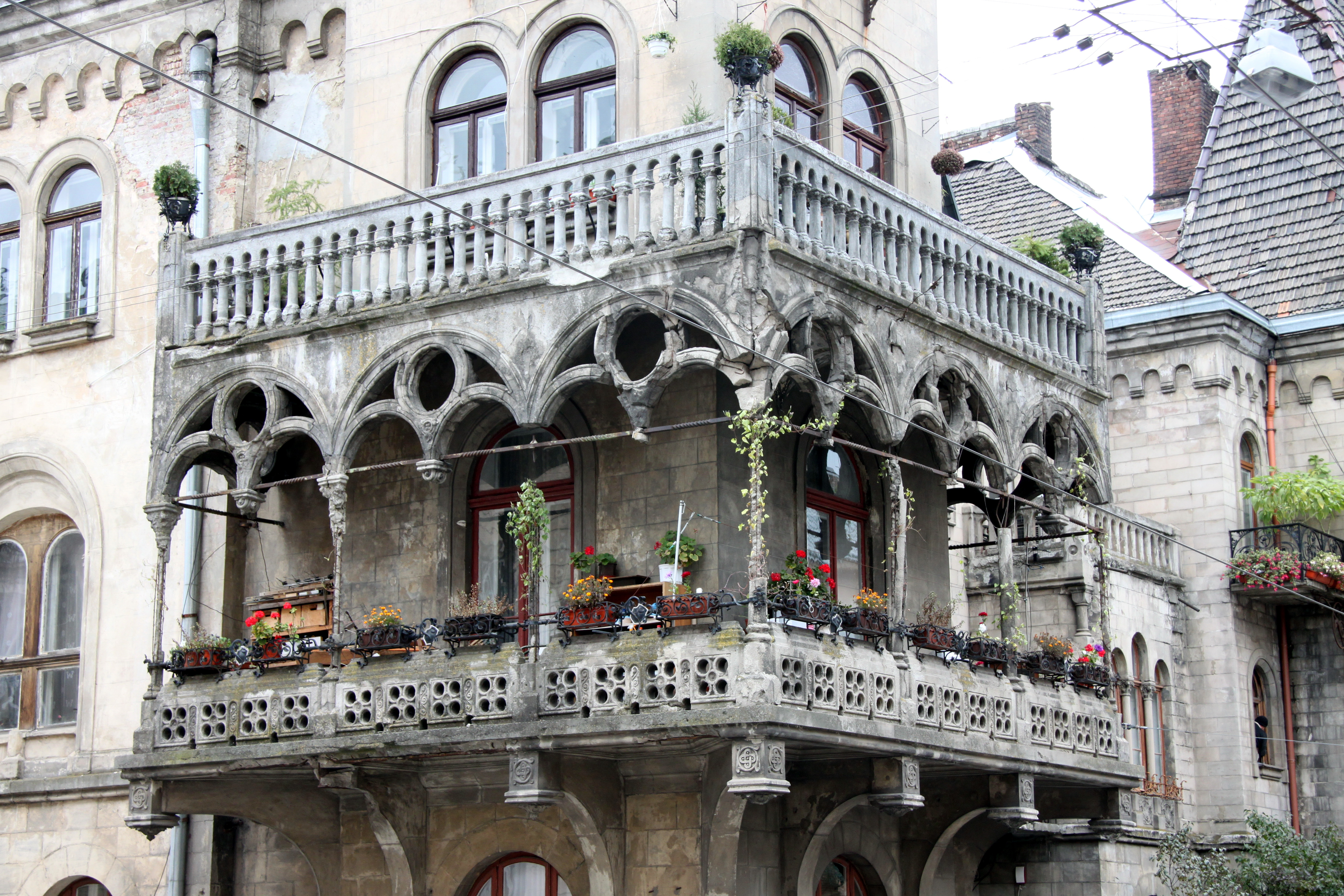
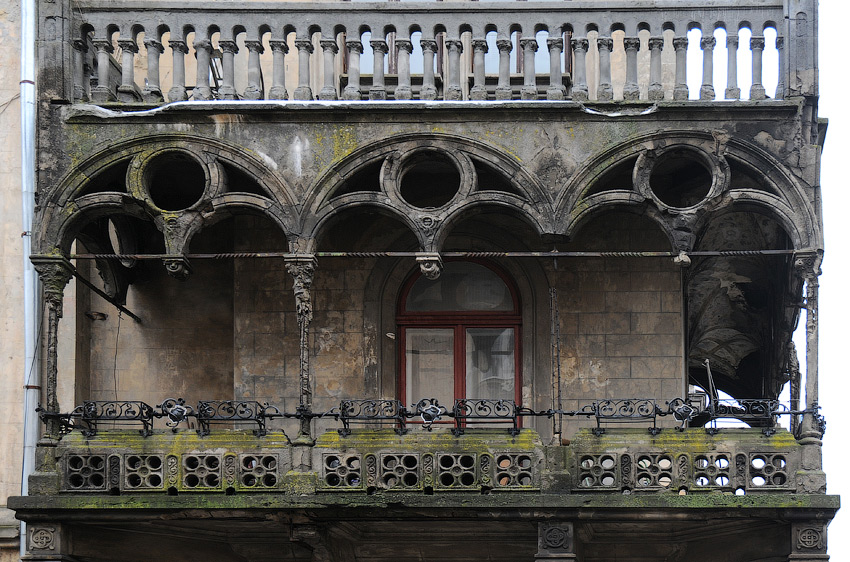
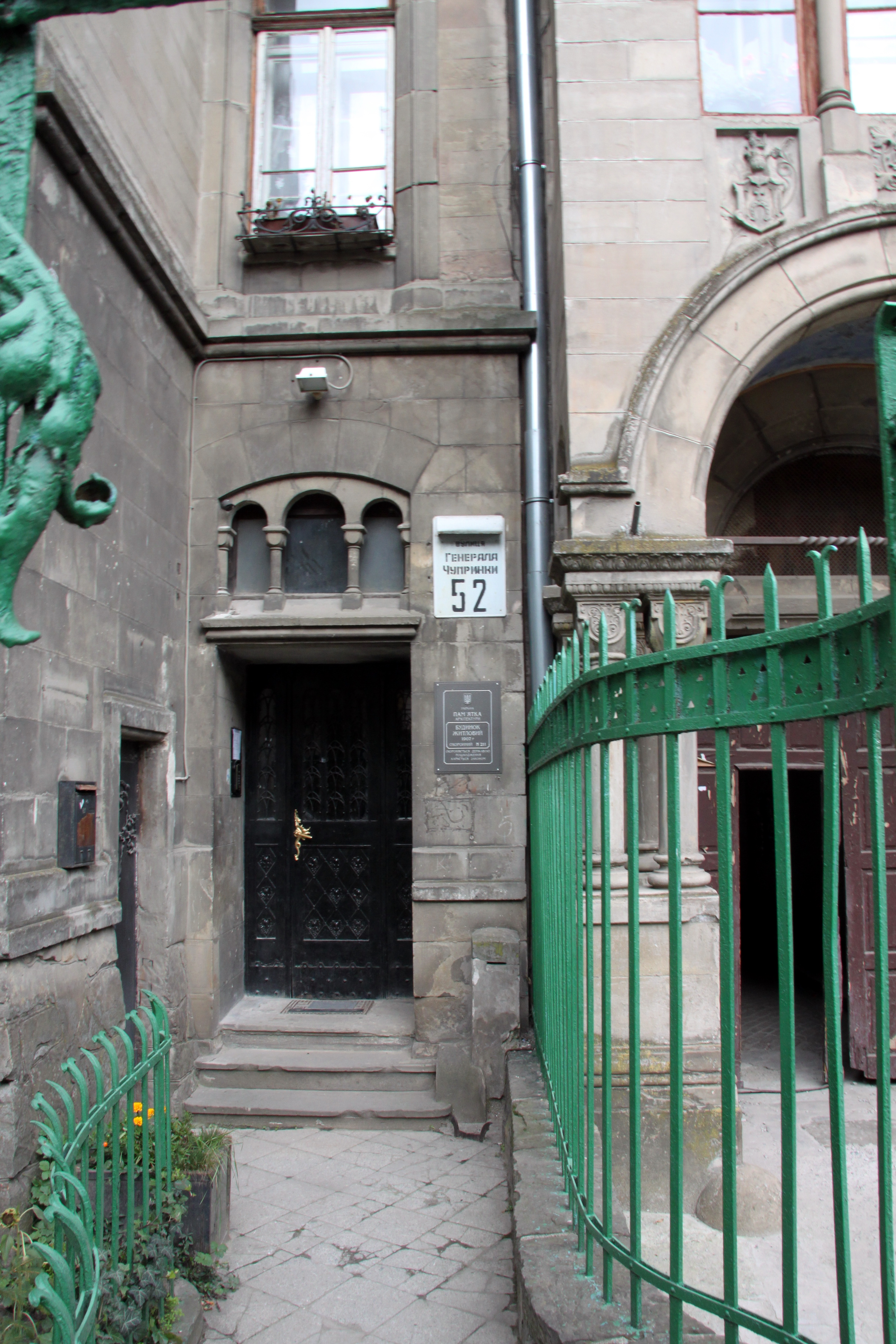
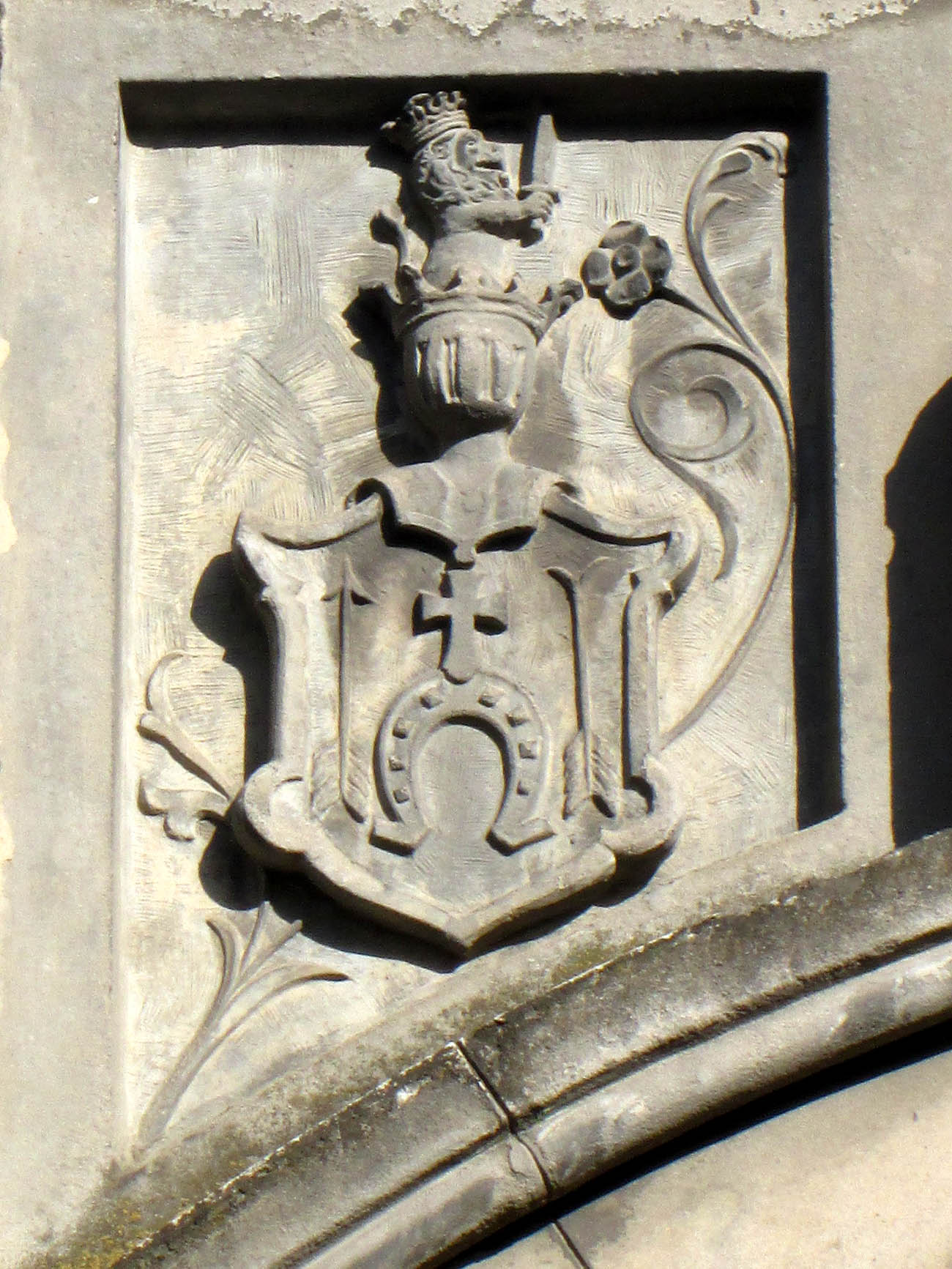
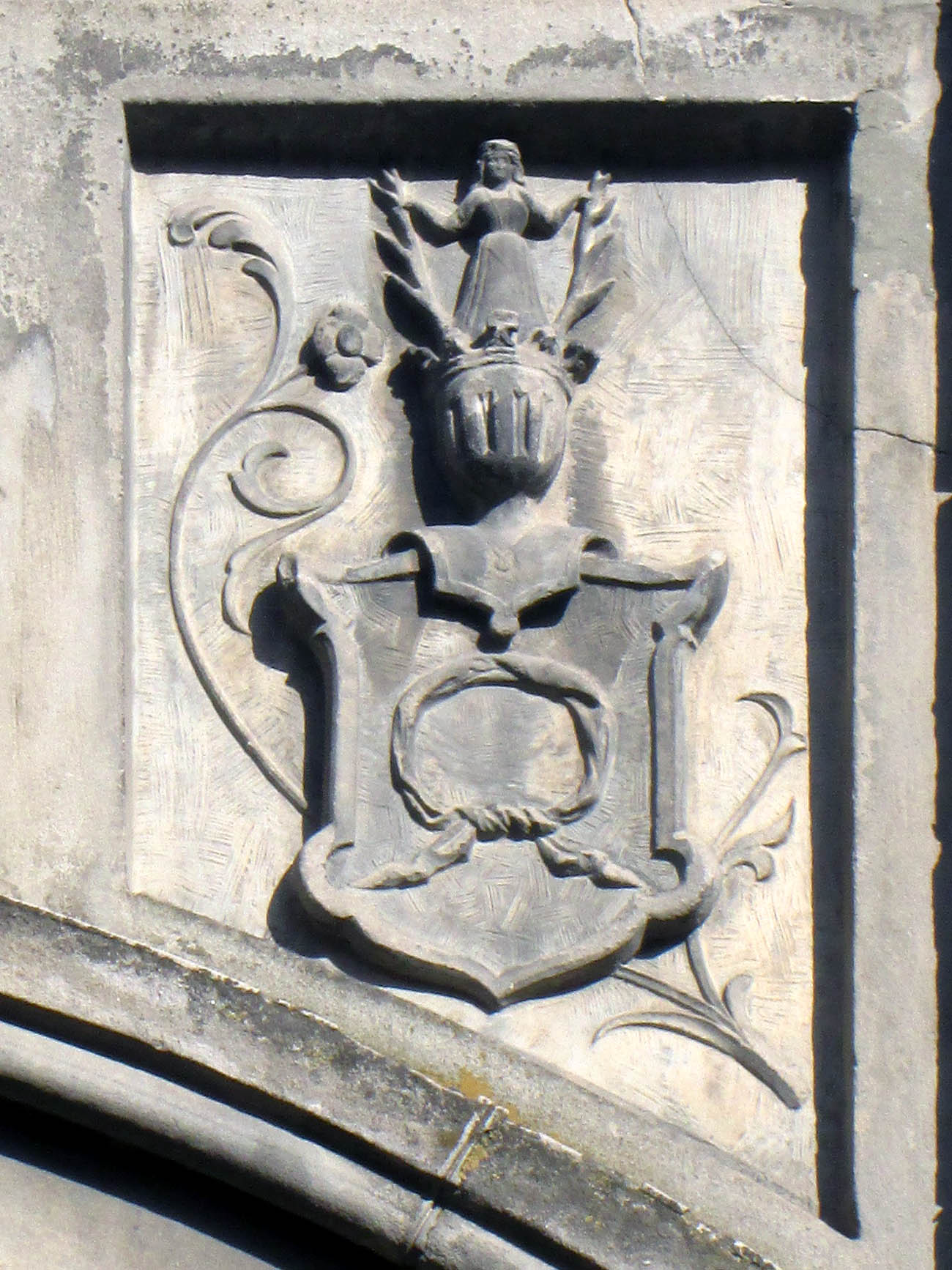
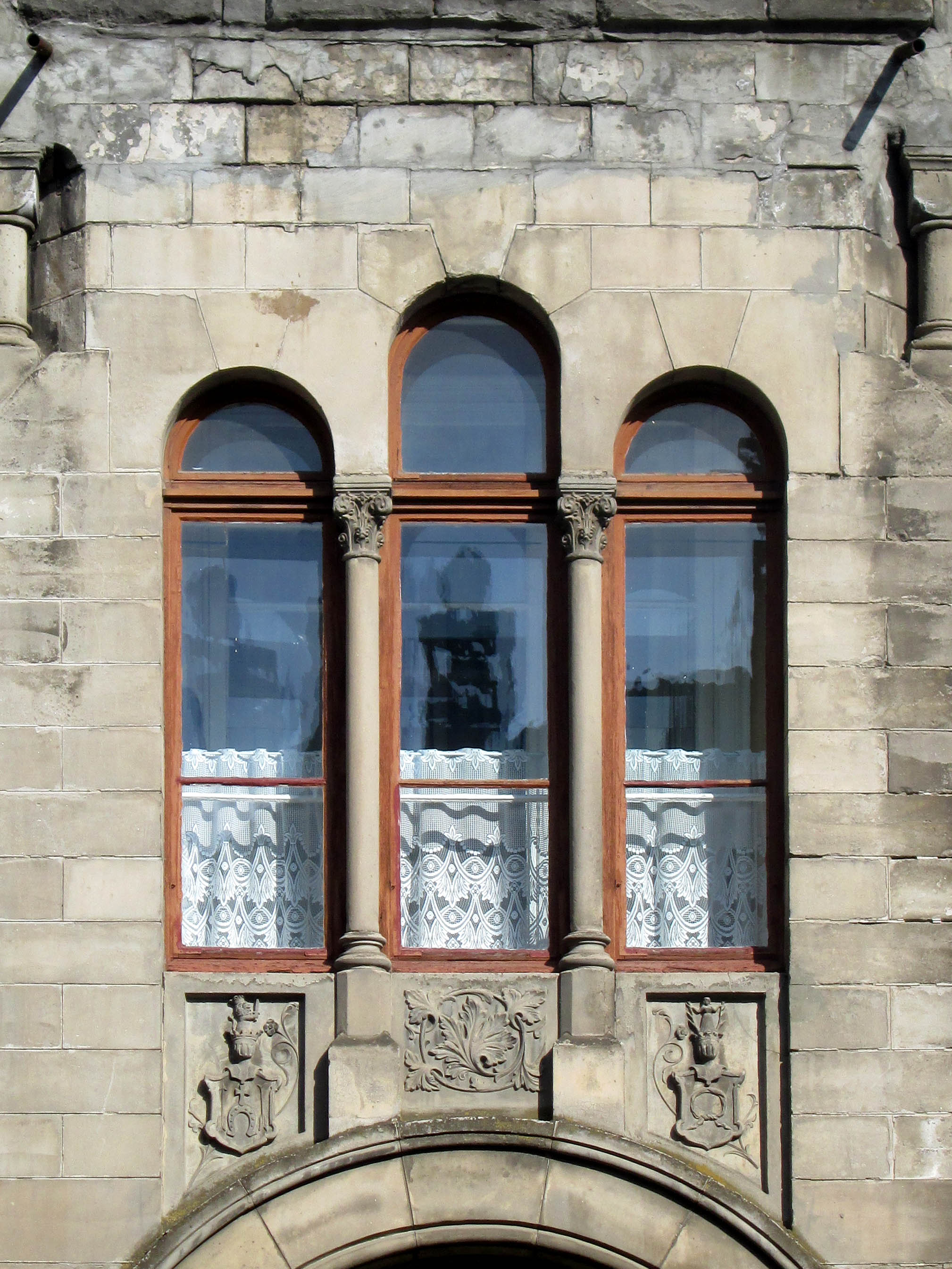
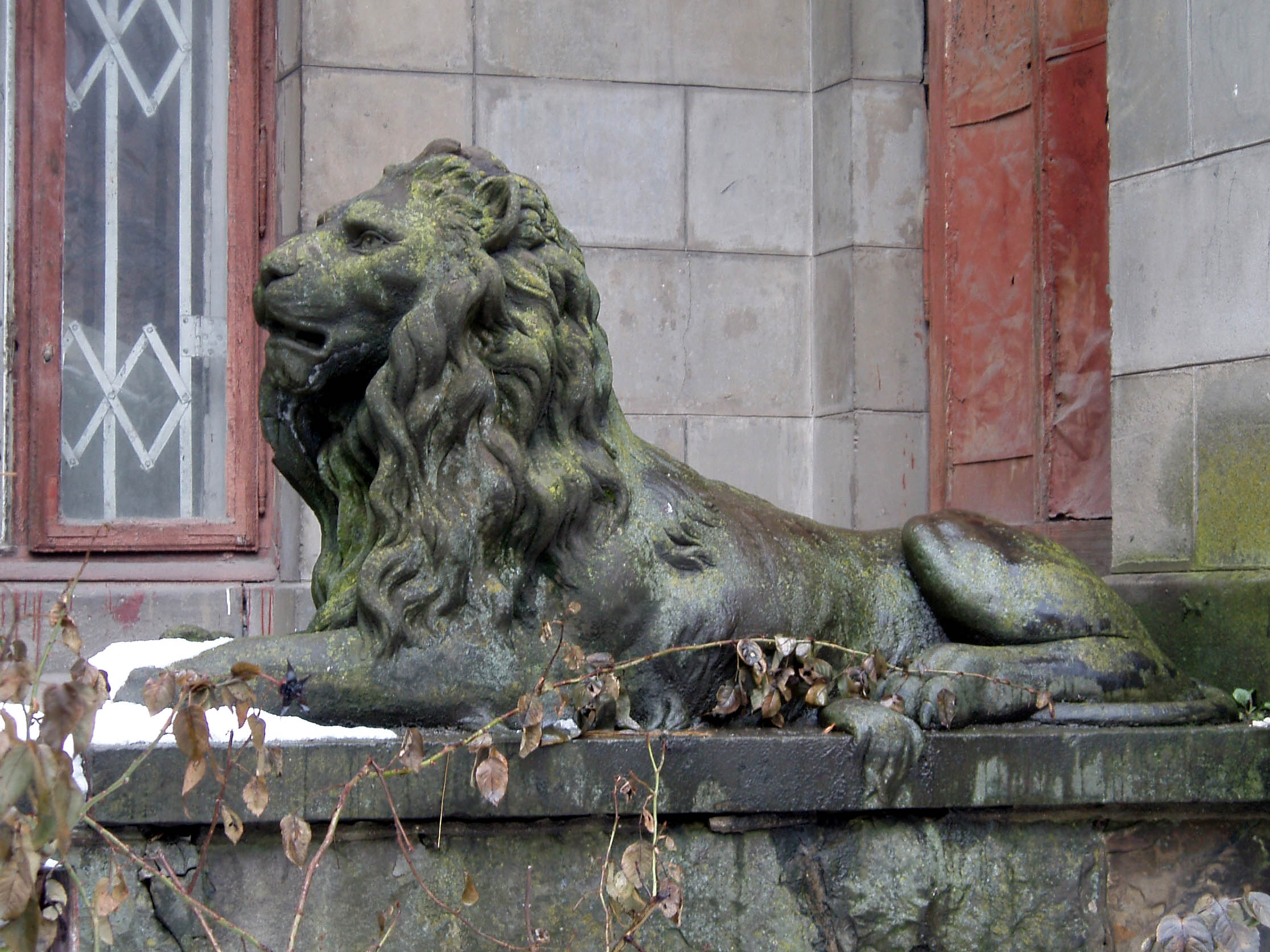
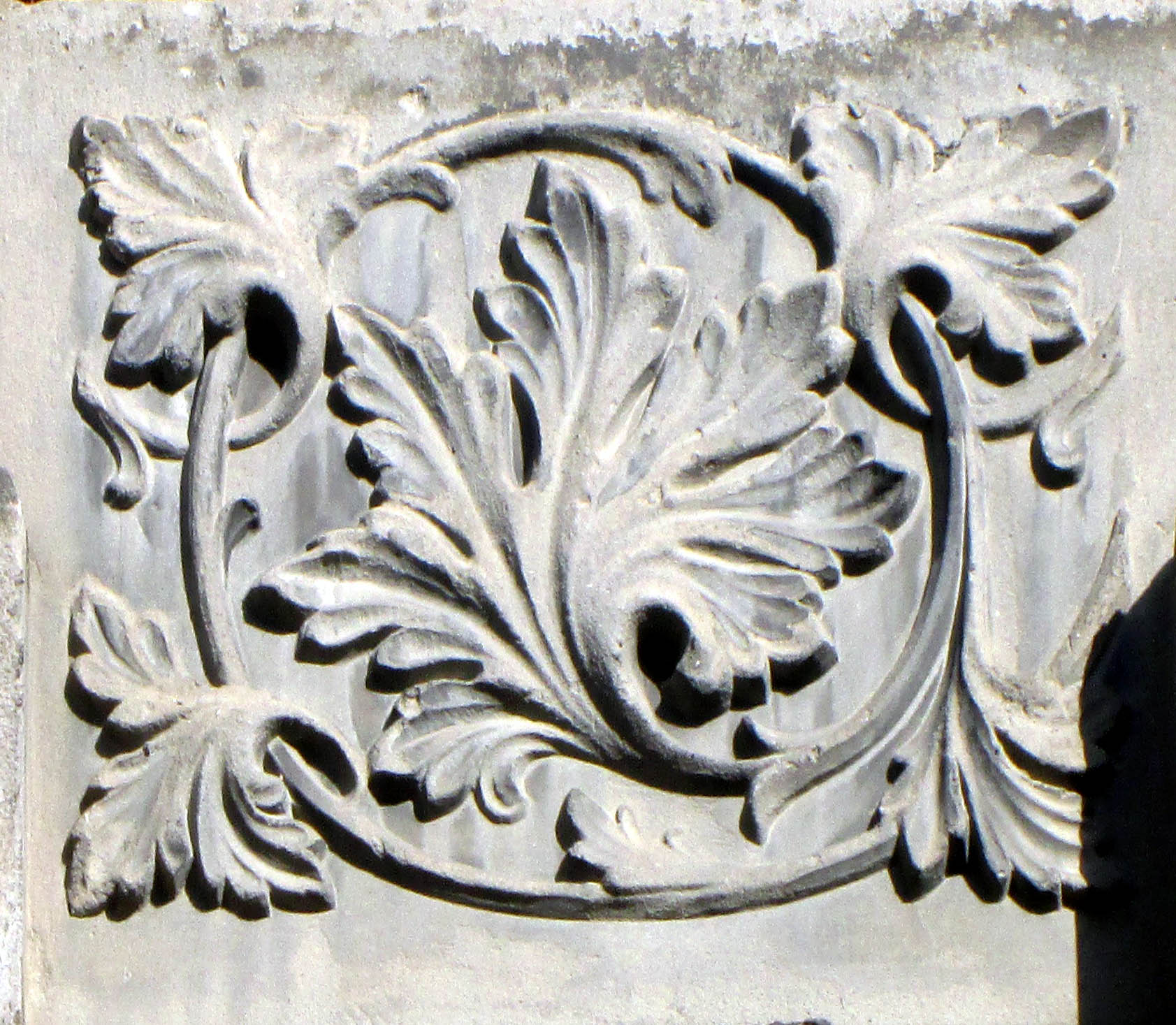
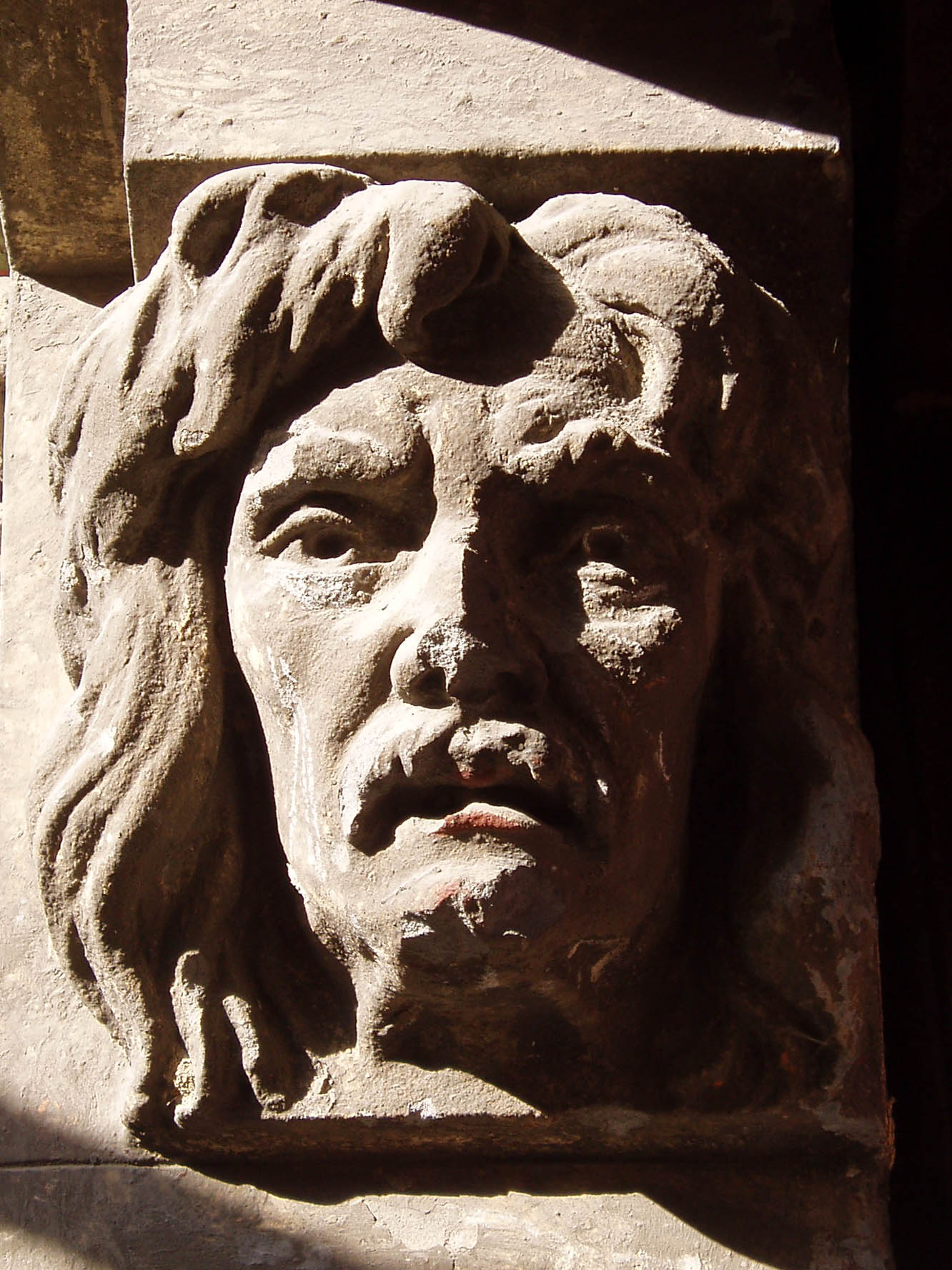
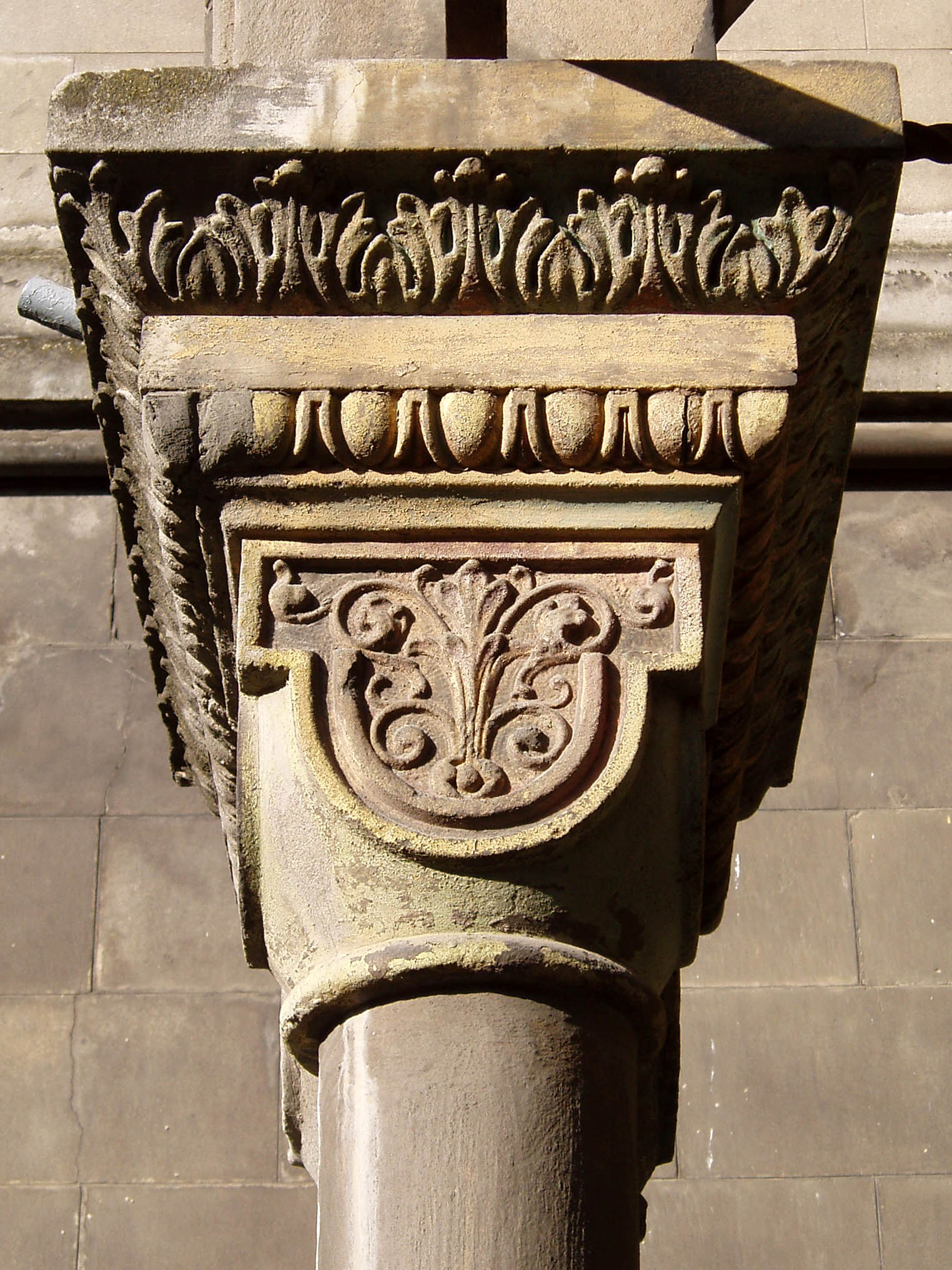
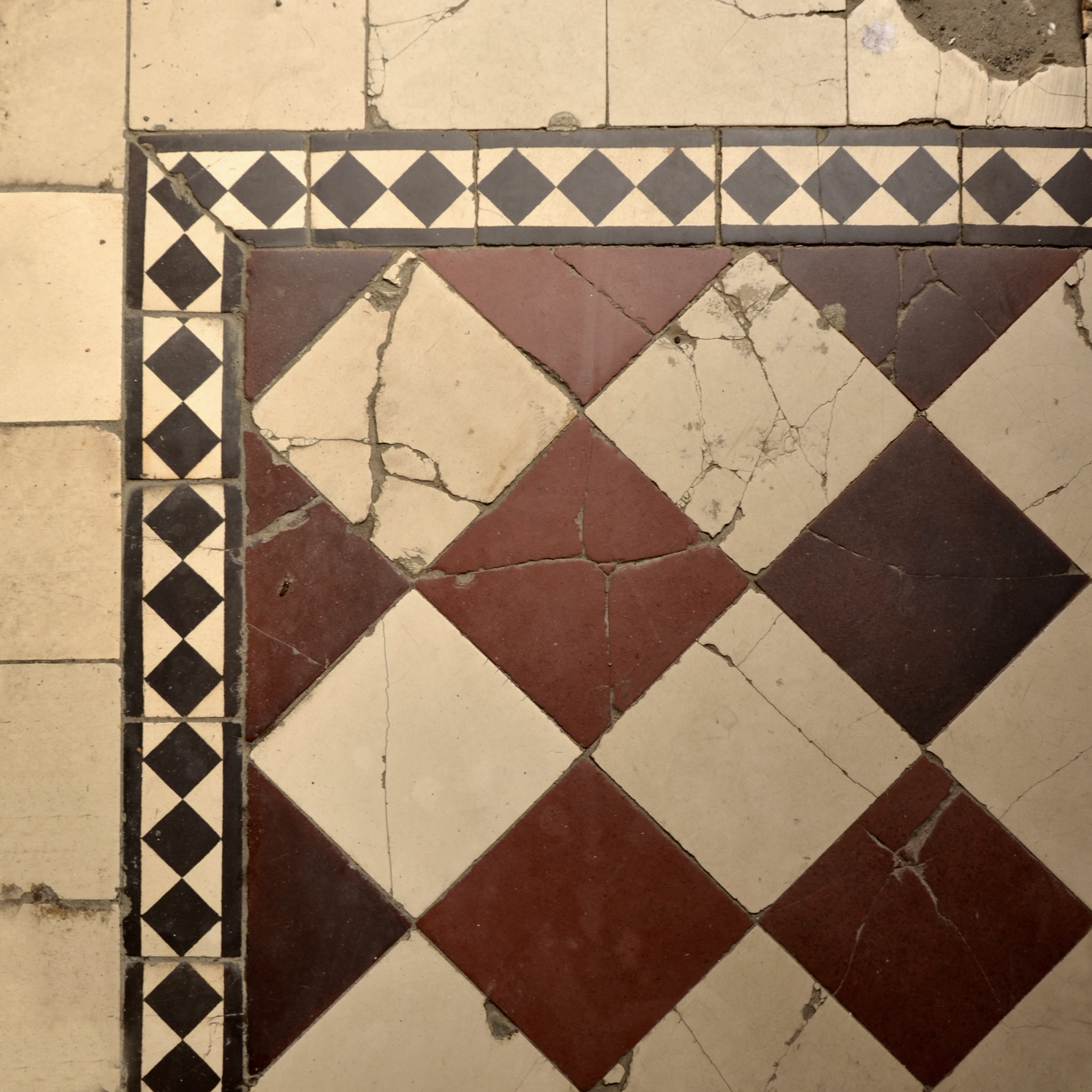
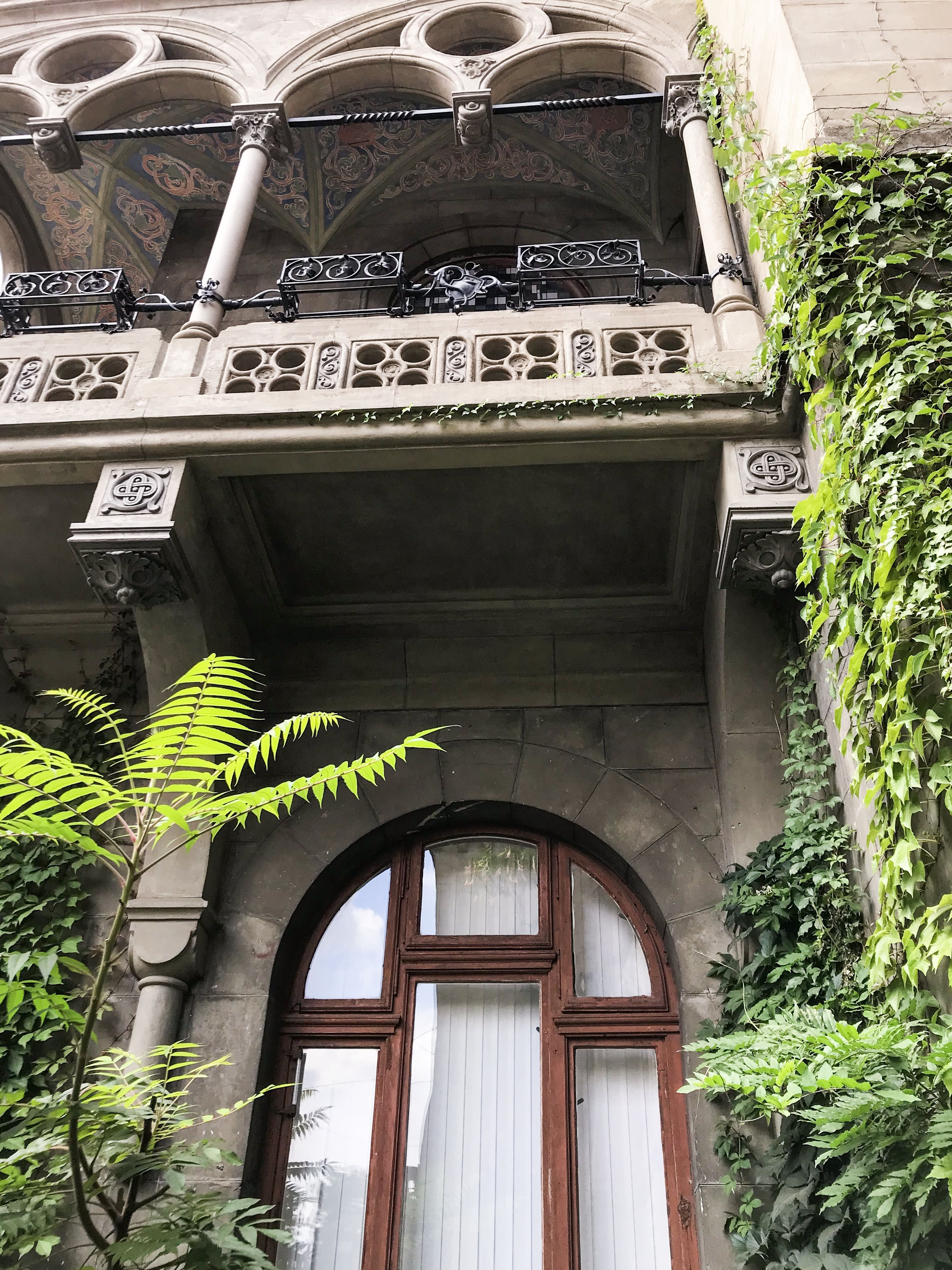
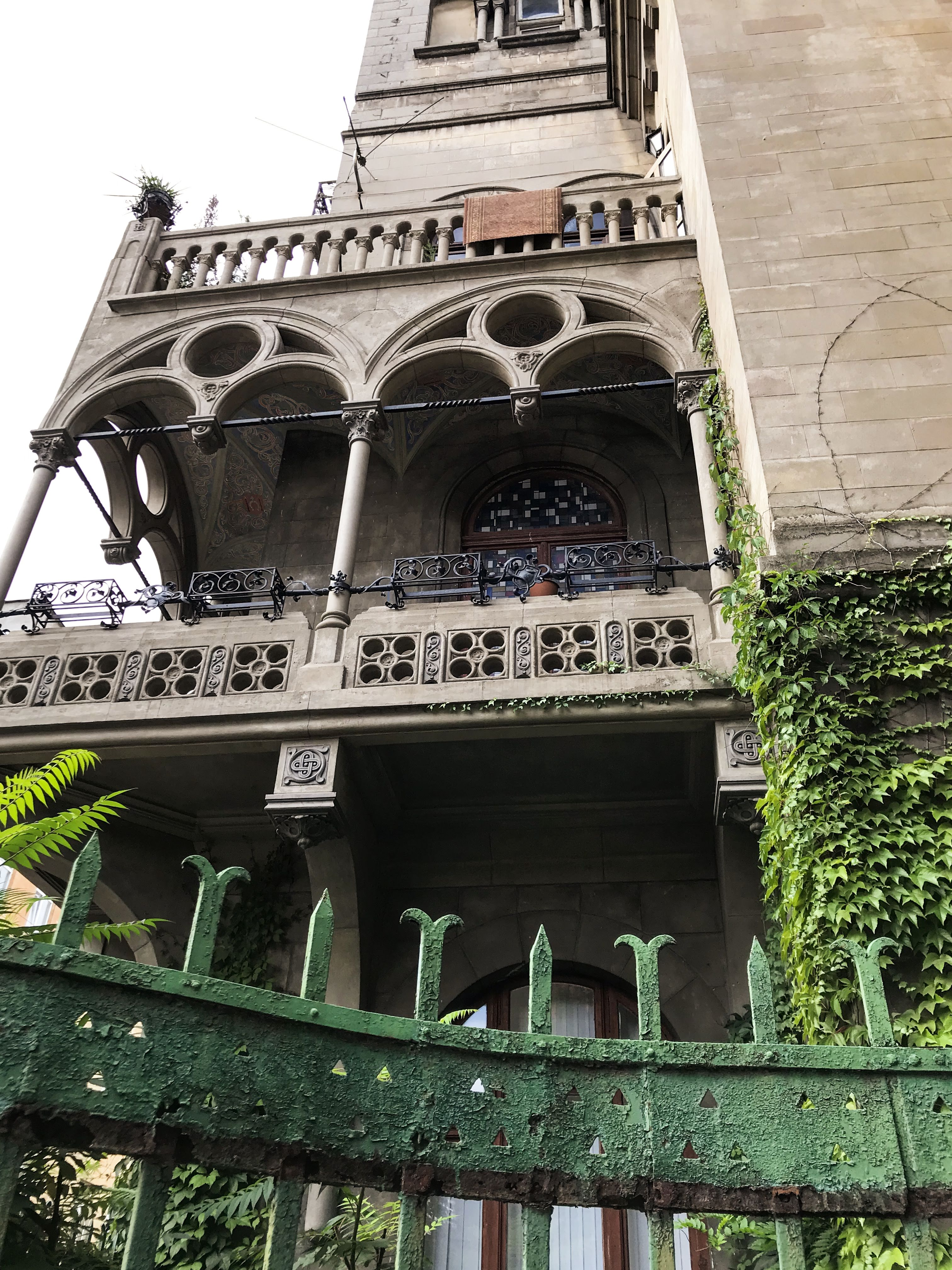
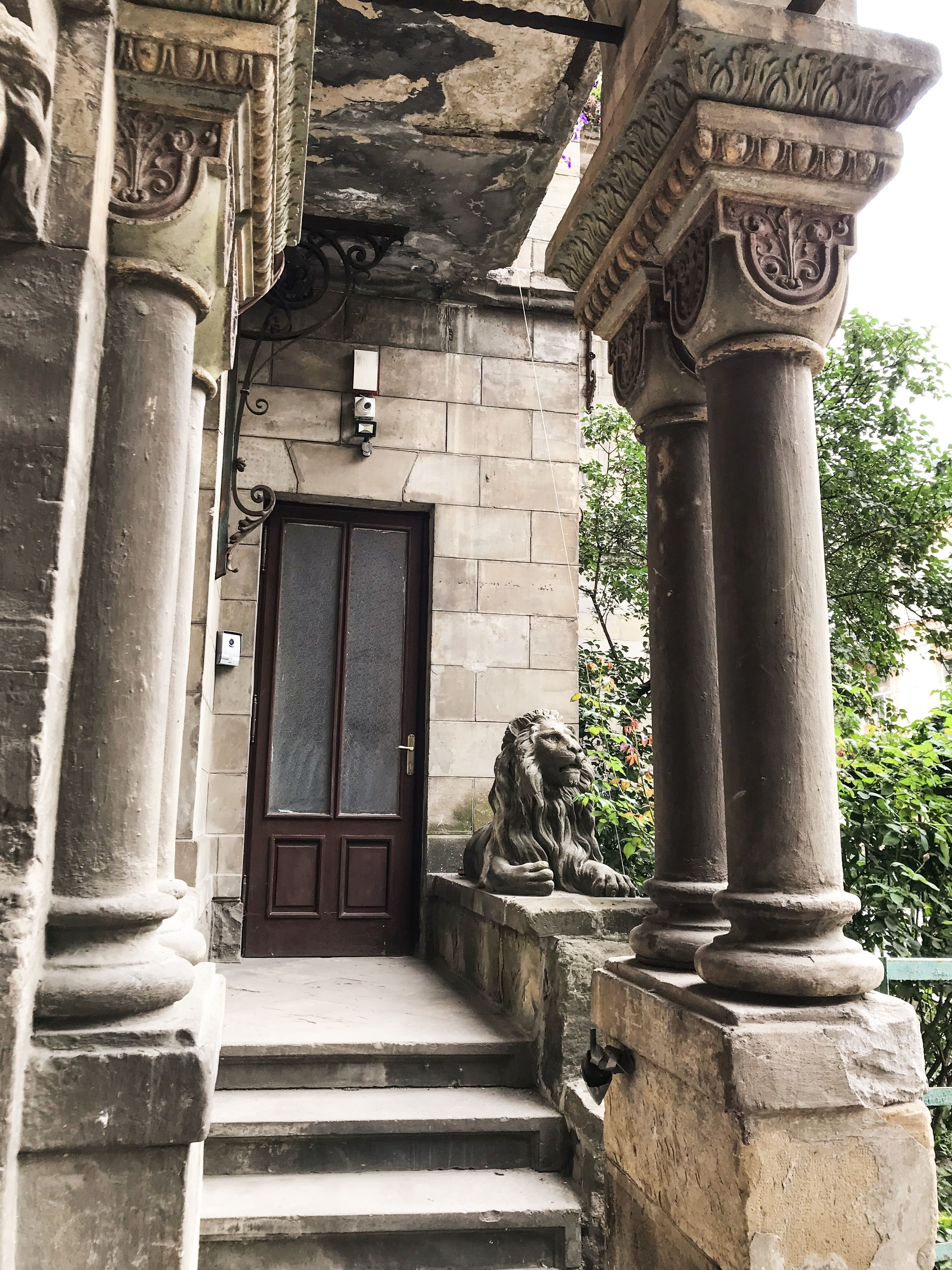
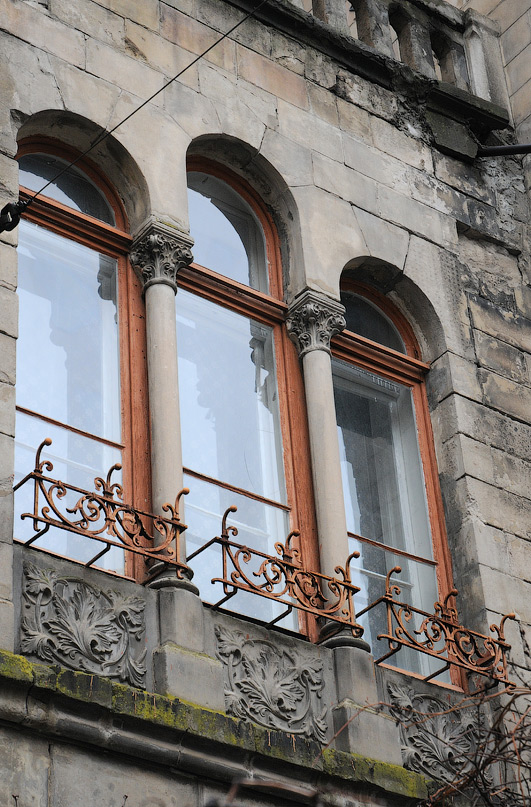
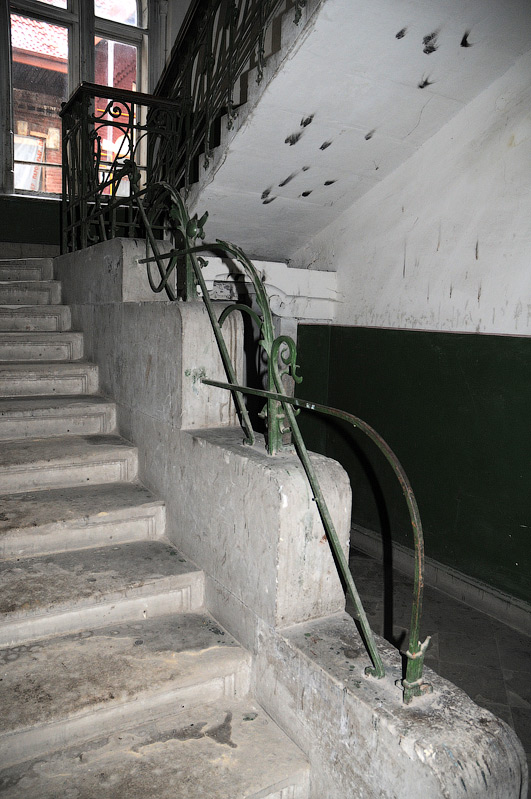
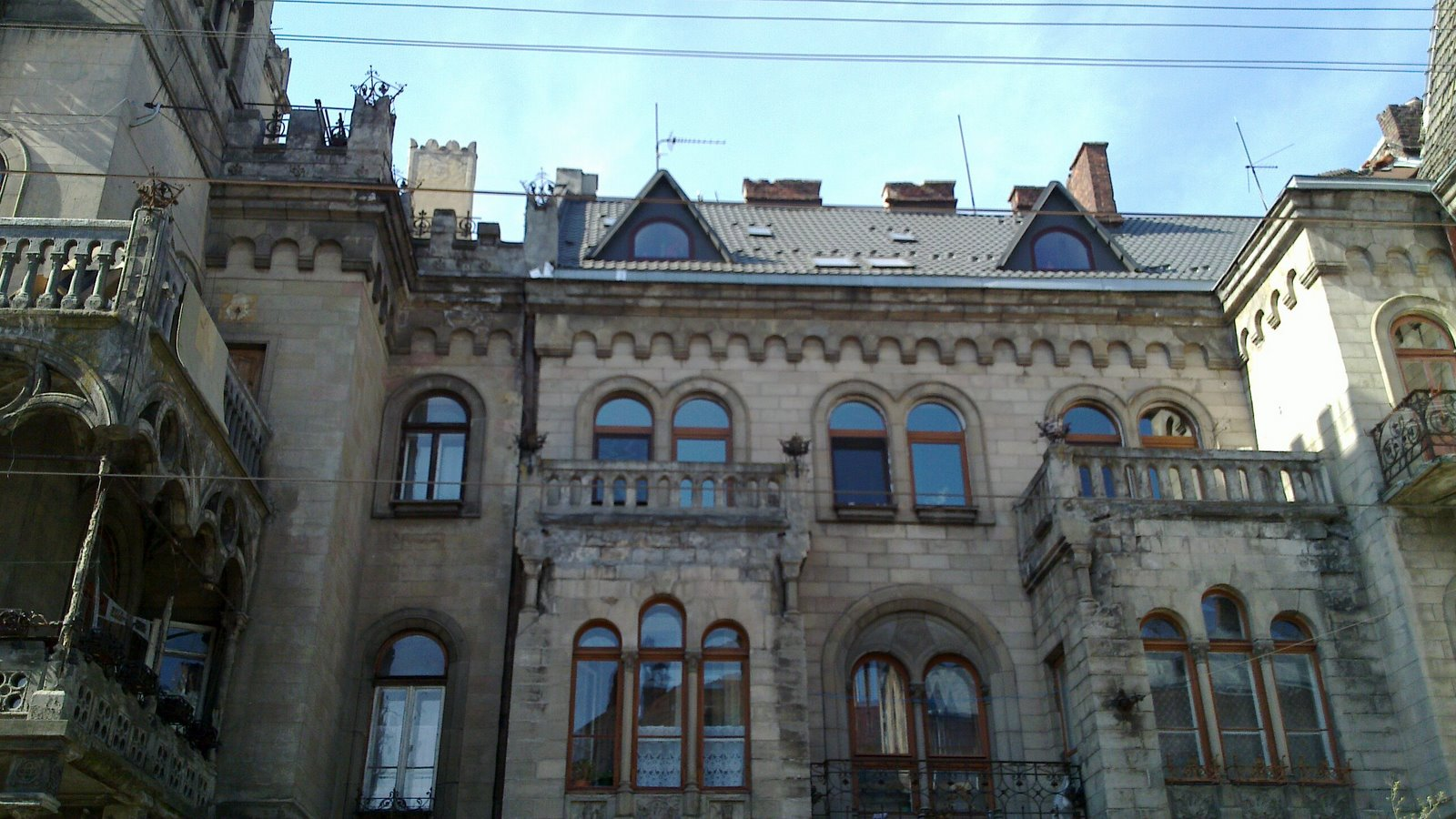